# I salmoni del San Lorenzo
I salmoni del San Lorenzo è un film del 2003 diretto da András Ferenc.

## Trama
Paolo, avvocato agrigentino, 38 anni, vedovo con una figlioletta, Flora, divide la sua vita tra la professione e brevi periodi di evasione.
Durante un soggiorno a Budapest, incontra due ragazze di origine ungherese, Mattia e Violette, venute dal Canada in Europa per realizzare un improbabile progetto.
L'Europa è per loro una sorta di Eldorado, come lo era stata l'America per i loro genitori. Disgustate da una serie di disavventure personali, hanno deciso di ritornare alla terra d'origine con il proposito di sposare un uomo ricco. Ma al progetto stravagante Violette aggiunge la ricerca delle proprie radici, la sua origine magiara ed ebraica.
Paolo incontra Violette e se ne innamora ma l'amore si rivela impossibile perché la paura e le circostanze sembrano superare la loro volontà. Gli avvenimenti diventano la scusa per una grande metafora sulla paura di amare che contraddistingue questa nostra epoca. I sentimenti sembrano passare in secondo piano rispetto ad una sorta di particolare "destino" che altro non è se non il frutto della nostra incapacità di affrontare il mondo e le cose che lo circondano e lo contraddistinguono, l'incapacità di ritrovare e riconoscere il valore più alto che l'uomo possiede: quello appunto di amare. La storia d'amore sospesa, la morte di Mattia e la scomparsa di Violette spingono Paolo a pensare alla diaspora dei salmoni e alla loro fatale risalita lungo il fiume San Lorenzo.

## Produzione
- Il film è stato girato in Ungheria (Budapest, Balaton, Szentendre) ad Agrigento e a Roma[1].
- Il mixage del film è stato curato da Paolo Balestri.
- Antonio Maria Magro ha diretto il doppiaggio italiano presso Falco Studio.
- Tecnico del Colore per l'edizione italiana: Elide Camberini presso lo stabilimento di Cinecittà.
- I diritti televisivi italiani sono di Rai Cinema.
- Il film è tratto dal romanzo I salmoni del San Lorenzo di Enzo Lauretta[2], edito da Vallecchi nel 1988. Premio Campofranco nel 1989[3].